# My Next Guest Needs No Introduction with David Letterman
My Next Guest Needs No Introduction with David Letterman är en amerikansk pratshow under ledning av David Letterman som hade premiär den 12 januari 2018 på Netflix. I varje avsnitt intervjuas en gäst både i och utanför en studio. Den första säsongen består av sex avsnitt som gästas av Barack Obama, George Clooney, Malala Yousafzai, Jay-Z, Tina Fey och Howard Stern.